# François Desquesnes
François Desquesnes (Lettelingen, 3 mei 1971) is een Belgisch politicus voor het cdH, sinds maart 2022 Les Engagés genaamd.

## Levensloop
Na zijn middelbare studies aan het College van Zinnik ging Desquesnes rechten studeren, eerst aan de Universiteit van Namen en daarna aan de UCL, waar hij in 1993 afstudeerde als licentiaat in de rechten. Aan de ULB specialiseerde hij zich nog in publiek recht. 
Tijdens zijn hogere studies werd Desquesnes actief in verschillende studentenverenigingen en culturele en jeugdverenigingen in de omgeving van Zinnik. Hij kwam zo aanraking met de politiek en besloot zich aan te sluiten bij de toenmalige PSC. Hij werd politiek medewerker van de PSC-fractie in het Waals Parlement en was vervolgens van 1998 tot 2004 ambtenaar bij de Waalse overheid, op het departement toerisme.
In 2004 werd hij door de nieuwe Waalse minister van Toerisme Benoît Lutgen gevraagd om toe te treden tot zijn kabinet. Desquesnes werd er raadgever voor toerisme en werd er verantwoordelijk voor toeristische projecten als de meren van de Eau d'Heure, de aanduiding van toeristische attracties, het Hergé Museum in Louvain-la-Neuve en de verdeling van Europese fondsen onder verschillende projecten. Nadien was hij van 2008 tot 2009 adjunct-kabinetschef voor Landbouw en van 2009 tot 2011 was Desquesnes kabinetschef van Benoît Lutgen. Toen Lutgen in september 2011 partijvoorzitter van het cdH werd, volgde Desquesnes hem naar het partijhoofdkwartier en werd hij diens kabinetschef, een functie die hij bekleedde tot in 2014. 
In 1999 werd Desquesnes voorzitter van de lokale afdeling van de PSC in de stad Zinnik, waar hij sinds de gemeenteraadsverkiezingen van oktober 2000 gemeenteraadslid is. Tevens nam hij verschillende bestuursmandaten op: van 2004 tot 2009 was hij regeringscommissaris bij de Dienst voor Bevordering van het Toerisme van de Franse Gemeenschap, van 2004 tot 2007 bestuurslid bij de intercommunale voor economische ontwikkeling IDETA, van 2009 tot 2013 bestuurder bij Novallia, het Waalse agentschap voor de financiering  van de energietransitie voor KMO's, van 2011 tot 2012 tijdelijk voorzitter van de raad van bestuur van de Waalse luchtvaartmaatschappij SOWAER, van 2013 tot 2014 bestuurslid van de intercommunale voor ruimtelijke en economische ontwikkeling IDEA en van 2013 tot 2017 vicevoorzitter van de gas- en elektriciteitsintercommunale ORES Assets.
Bij de Waalse verkiezingen van mei 2014 werd Desquesnes als lijsttrekker voor het cdH verkozen in het arrondissement Zinnik en vervolgens nam hij zitting in het Waals Parlement en het Parlement van de Franse Gemeenschap. In het Waals Parlement werd hij lid van de commissie Landbouw en Toerisme en was hij van 2017 tot 2019 vicevoorzitter van de commissie Landbouw, Toerisme, Erfgoed. In het Parlement van de Franse Gemeenschap zetelde hij van 2014 tot 2016 in de commissie Sport en van 2016 tot 2019 in de commissie Begroting, Openbaar Ambt en Administratieve Vereenvoudiging. Tevens zetelde hij van 2014 tot 2019 als deelstaatsenator in de Senaat, waar hij fractievoorzitter was voor zijn partij.
In het Waals Parlement legde Desquesnes, die mee het regeerakkoord van de regering-Magnette had vergaderd, een forse activiteitsgraad aan de dag. Hij diende verschillende voorstellen tot decreet en resolutie in en interpelleerde verschillende ministers, met name over lokale dossiers die van belang waren voor de Centrestreek in het algemeen en Zinnik in het bijzonder, met name inzake mobiliteit, toerisme en huisvesting. Ondertussen was hij binnen het cdH in 2017 voorzitter van een werkgroep die voorstellen diende te verzamelen om de participatie van militanten en burgers in de partij te vergroten. 
Desquesnes werd herkozen bij de Waalse verkiezingen van mei 2019, als lijsttrekker in de nieuwe kieskring Zinnik-La Louvière. Hij werd vervolgens fractieleider in het Waals Parlement, waar zijn partij op de oppositiebanken belandde, en zetelde er van 2019 tot 2023 tevens in de commissie Energie, Klimaat en Mobiliteit. In juni 2024 werd hij nogmaals herkozen en daarna bleef hij nog een maand fractieleider.
Sinds juli 2024 is Desquesnes viceminister-president en minister van Ruimtelijke Ordening, Bedrijfsterreinen, Openbare Werken, Mobiliteit, Verkeersveiligheid en Lokale Besturen in de Waalse regering.